# Långegyl (Öljehults socken, Blekinge, 624641-145527)
Långegyl är en sjö i Ronneby kommun i Blekinge och ingår i Bräkneåns huvudavrinningsområde.